# Херакле Македонски
Херакле Македонски (грч. Ηρακλής ο Μακεδών; око 327. п. н. е. — 309. п. н. е.) је био ванбрачни син македонског краља Александра Великог и персијске племкиње Барсине, његове љубавнице. Име је добио по истоименом митолошком јунаку чијим су се потомцима сматрали чланови македонске краљевске династије Аргијада.

## Биографија
Када је Александар умро 323. п. н. е., Барсина је, уз помоћ Неарха, безуспешно покушавала да Херакла прогласи Александровим наследником. Дијадоси су се уместо тога одлучили за савладарство Александровог малоумног полубрата Филипа III Аридеја и нерођеног сина Александра IV. Барсина се потом са дететом склонила у Пергам, где је Херакле живео све до 310. или 309. п. н. е., када је Касандар убио Александра IV. Тада је македонски регент Полиперхон почео да тврди да је Херакле законити наследник Александровог царства. Касандар је потом подмитио Полиперхона да убије Барсину и Херакла, што је и учињено.
Антички извори су подељени око тога да ли је Херакле био Александров син, или да ли је Барсина уопште била његова љубавница. Постоје спекулације да се Херакле појавио као претендент на престо мање због порекла, а више због физичке сличности са младим Александром.